# Jeppe Pedersen
Jeppe Pedersen (født 3. marts 2001 i Hirtshals, Danmark) er en dansk fodboldspiller, der spiller for Skive IK, hvortil han er udlejet fra AaB.

## Klubkarriere
Jeppe Pedersen startede sin karriere i Hirtshals Boldklub, inden han som 13-årig skiftede til AaB.

### AaB
Den officielle debut for AaB's førstehold fik han den 11. september 2019 i 2. runde af DBU Pokalen 2019-20 i en 0-8-sejr ude over den lokale Danmarksserieklubben Nørresundby Boldklub. Han blev i januar 2020 forud for forårsæsonen indlemmet i AaB's førsteholdstrup sammen med holdkammaraten Malthe Højholt efter at have trænet med førsteholdet store dele af efteråret 2019.
Debuten i Superligaen kom den 23. juli 2020 i 2. sidste runde af 2019-20-sæsonen, da han blev skiftet ind efter 75 minutter som erstatning for Malthe Højholt i et 1-0-nederlag ude til F.C. København. Også i den efterfølgende spillerunde fik han spilletid, da han kom ind i det 60. minut i stedet for Oliver Klitten i en 1-2-sejr ude over FC Midtjylland.
I januar 2021 var Pedersen til prøvetræning i Kolding IF, men her blev det ikke til at en aftale for midtbanespilleren. I stedet for blev det den 27. januar 2021 offentliggjort, at Pedersen blev udlejet til den danske 1. divisionsklub Skive IK frem til 30. juni 2021. AaB’s sportschef, Inge André Olsen, udtalte i den forbindelse til klubbens hjemmeside, at !Vi har sammen med Jeppe vurderet, at det vil være bedst for hans udvikling, hvis han kan få et lejeophold med spilletid på højt niveau, så derfor er vi glade for, at der er faldet en aftale på plads med Skive".